# Troglosiro
Troglosiro is een geslacht van hooiwagens uit de familie Troglosironidae.
De wetenschappelijke naam Troglosiro is voor het eerst geldig gepubliceerd door C. Juberthie in 1979. 

## Soorten
Troglosiro omvat de volgende 6 soorten:
- Troglosiro aelleni
- Troglosiro juberthiei
- Troglosiro ninqua
- Troglosiro platnicki
- Troglosiro raveni
- Troglosiro tillierorum